# Чупрово (Коми)
 Чупрово  — село в Удорском районе Республики Коми, административный центр сельского поселения Чупрово.

## География
Расположено на правом берегу реки Вашка у устья реки Ёла на расстоянии примерно в 142 км по прямой на северо-запад от районного центра села Кослан.

## История
Упоминается с 1608 года как деревня Ёлькожа с 4 дворами. В 1646 — Чупров наволок, в 1678- Чупровская, в 1720 — Чупрово с 7 дворами. 1885 — Чупровское. До XIX века деревня, позже село. В начале XX века волостной центр. В 1885 году 42 двора, 264 жителя; 1918 — 77 дворов, 406 жителей. В селе деревянная Спасская церковь.

## Население
Постоянное население составляло 309 человек (коми 94 %) в 2002 году, 170 в 2010.